# Uppvaknanden
Uppvaknanden (Awakenings) är en amerikansk dramafilm från 1990 i regi av Penny Marshall med Robert de Niro och Robin Williams i huvudrollerna. Filmen hade Sverigepremiär den 8 mars 1991.
Filmen skildrar den brittiske neurologen Oliver Sacks, i filmen gestaltad som den amerikanske läkaren Malcolm Sayer spelad av Robin Williams. Filmen är baserad på Sacks bok Awakenings där han beskriver en rad fall med katatoniska patienter som han behandlade med det då nya läkemedlet Levodopa.

## Handling
Året är 1969. Doktor Malcolm Sayer är en engagerad läkare på ett sjukhus i Bronx i New York. Efter att ha arbetat med katatoniska patienter som överlevt den epidemiska sömnsjukan vilken härjade 1917-1928, upptäcker han att vissa stimuli gör att det går att delvis uppnå kontakt med patienterna. Sayer och hans personal kämpar för att försöka få patienterna att vakna upp ur sin katatoni.

## Rollista (urval)
- Robert de Niro - Leonard Lowe
- Robin Williams - doktor Malcolm Sayer
- John Heard - doktor Kaufman
- Julie Kavner - Eleanor Costello
- Penelope Ann Miller - Paula
- Max von Sydow - doktor Peter Ingham
- Ruth Nelson - Fru Lowe
- Alice Drummond - Lucy
- Peter Stormare - neurokemist